# Faurea argentea
Faurea argentea là một loài thực vật có hoa trong họ Quắn hoa. Loài này được Hutch. miêu tả khoa học đầu tiên năm 1931.